# Флясккорв
Fläskkorv у шведській кухні свиняча ковбаса — це товста, некопчена ковбаса, виготовлена зі свинини як м'ясної сировини. До складу ковбаси також входить свинячий жир, іноді яловичий, картопляне борошно, цибуля, спеції та вода. Частка м'яса близько 50 %. Традиційно він продається сирим, але сьогодні його можна придбати й в готовому вигляді, тоді його потрібно лише підігріти. Його можна вважати шведською домашньою кухнею, часто подається з картопляним пюре, а також часто зустрічається на різдвяному столі. Інші назви цієї форми ковбаси — різдвяна ковбаса та в Сконе kokekorv, назви, які також можуть стосуватися різних варіантів свинячої ковбаси.
До 2002 року свиняча ковбаса була торговою маркою у Швеції, і містила щонайменше 40 відсотків м'яса. Згодом спеціальний шведський регламент було скасовано, і з 2003 року застосовуються лише загальні правила ЄС щодо складу ковбас.
Свинячі ковбаски входять до групи шведських некопчених ковбас, до якої також входять м'ясні ковбаси, картопляні ковбаси, вермландські ковбаси, круп'яні ковбаси та ковбаси з поленти. Свинячі та м'ясні сосиски дуже схожі.